# Bufniță
Bufnița este o denumire comună pentru păsările răpitoare de noapte din ordinul strigiforme (Strigiformes), care cuprinde buhele, cucuvelele, huhurezii, strigile și alte păsări răpitoare de noapte. Au un zbor silențios și un colorit protector, de obicei brun, ceea ce le ajută la prinderea insectelor, a păsărilor și a mamiferelor mici. În repaus corpul lor are o poziție verticală. Bufnițele au ochi globuloși așezați frontal, cioc puternic, încovoiat, văz și auz foarte bine dezvoltat.
Degetele sunt scurte, prevăzute cu gheare lungi, ascuțite și încovoiate. Au o lungime de 13-70 cm, în funcție de specie. Penele formează discuri faciale sau smocuri în jurul urechilor, fapt care le ajută să localizeze prada cu mare precizie prin reflectarea sunetului spre urechi. Ochii nu sunt mobili, ci fixați în orbite, în schimb își pot roti capul cu 180° (unele specii chiar cu 270°). Se hrănesc cu rozătoare sau insecte, pe care le vânează noaptea sau în crepuscul și pe care le înghit de obicei întregi. Cele mai mari atacă păsări și iepuri. Resturile de la hrană sunt eliminate sub formă de cocoloașe, ingluviile. Cuibăresc în scorburi, cuiburi vechi ale altor păsări, vizuini, găuri în maluri, fisuri în stânci, iar unele în mediul antropic, în preajma hambarelor, silozurilor, în cimitire etc. Ponta constă din 2-10 ouă albe și rotunde. Puii sunt nidicoli, acoperiți de regulă la ieșirea din ou cu un puf des. Sunt păsări folositoare, deoarece consumă rozătoare și insecte dăunătoare. Bufnițele sunt răspândite pe întreaga suprafață a pământului, mai puțin în Antarctica. În România au fost semnalate 12 specii de bufnițe, iar în Republica Moldova 8 specii. În dicționarele generale ale limbii române termenul de „bufniță” se referă numai la o singură specie - buhă (Bubo bubo), însă în literatura ornitologică românească termenul de „bufniță” este sinonim cu strigidă, adică este o denumire comună pentru toate speciile din ordinul strigiforme durata de viata in salbaticie 20 de ani....(Strigiformes).

## Caracteristici generale

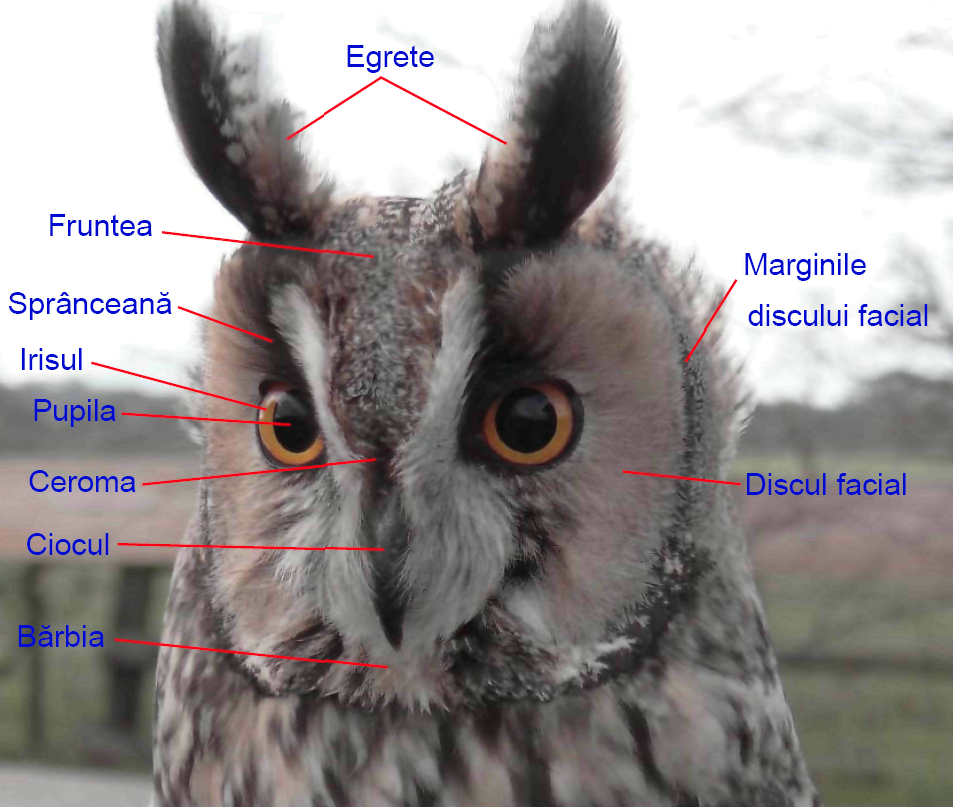
Capul ciufului de pădure(Asio otus)

Bufnița are dimensiuni relativ mari, ajungând la peste 61 cm si 170 cm anvergura aripilor. Bufnița este cea mai mare pasăre răpitoare de noapte, ajungând la înălțimea cuprinsă între 15 și 61 cm. Este o pasăre impresionantă, care a dat naștere la numeroase povestiri și legende.  
Corpul bufniței este rotund, acoperit de un penaj bogat, cu un cap mare la care se remarcă 2 ochi rotunzi galbeni-portocalii ce ocupă jumătate din mărimea capului.
Bufnița este singura pasăre care are ochii situați pe partea anterioara a capului. Spre deosebire de ai oamenilor, aceștia sunt ficși. Din această cauză are un gât scurt, dar foarte flexibil, pe care îl poate întoarce în aproape toate părțile.

## Hrana
Vânează numai noaptea, zburând fără zgomot, la distanțe de până la 15 km de cuib, acoperind prin urmare cca. 700 km pătrați. Cu toate acestea, densitatea acestor păsări poate fi mult mai mare, dacă există hrană suficientă. Ca și populațiile de vulpi și pisici sălbatice și populația de bufnițe depinde direct de populațiile de rozătoare (șoareci, șobolani, iepuri, bizami etc). La nevoie se hrănește și cu insecte.
Se hrănește cu șoareci, crabi, broaște, lilieci mici, insecte, șerpi, șopârle sau chiar iepuri. Nu are mulți dușmani, pentru că iese noaptea și este bine camuflată de culorile penelor.

## Importanța
Deși această pasăre și-a atras un renume negativ din cauza sunetului lugubru, asemănător cu un vaiet, ea este foarte folositoare, vânând într-un an aproximativ 10 000 de șoareci care, înmulțindu-se, ar consuma cantități uriașe de hrană și ar duce la răspândirea multor boli.

## Reproducerea
Trăiește singură în cuiburi construite în crengile sau scorburile copacilor și pe pământ, în regiuni stâncoase. 

## Răspândirea
Datorită capacității de adaptare atât la clima caldă cât și la cea rece, bufnița poate fi întâlnită pe întreg globul pământesc, excepție făcând Antarctica.Bufnița este răspândită în Eurasia și nordul Africii, buha se găsește la noi mai ales în Lunca Dunării și zonele de câmpie, mai bogate în rozătoare.

## Cultura populară
Superstițiile occidentale au atribuit bufniței și celorlalți reprezentanți ai ordinului Strigiformes tot felul de puteri sumbre, determinând vânarea sălbatică a acestora. Aduse de populațiile de coloniști apuseni și la români, unele din aceste superstiții au prins pe alocuri, ca de pildă ce după care buha ar vesti, prin cântecul ei, moartea cuiva. În vechime, folclorul românesc atribuia bufniței rolul de mesager sau vestitor al pădurii. Deși culorile variază în funcție de specie, culoarea cea mai des întâlnită este maro închis și deschis, în partea anterioară fiind vizibile dungi în nuanțe de alb combinat cu negru sau galben. Are aripile lungi, iar coada și picioarele sunt scurte. Ghearele puternice îi sunt necesare pentru a se agăța bine pe crengile copacilor și pentru a vâna. 
În cultura populară, în Africa, America, Orientul Mijlociu și Europa,  există unele superstiții despre bufnițe, cum ar fi:
- se spune că aduce ghinion să vezi o bufniță la lumina zilei;
- dacă visezi o bufniță, se pare că te așteaptă o situație foarte grea din care vei ieși cu mari sacrificii;
- cântecul bufniței prevestește nenorocirile, prin vaierul său lugubru;
- când cântă bufnița pe casă, va muri cineva din familie.

Romanii, dădeau o semnificație funerară prezenței acestor păsări de noapte, probabil lor datorându-li-se superstițiile fobice față de bufnițe, păstrate până în prezent.
Pe de altă parte, în hinduism, bufnița este asociată zeiței Lakshmi, divinitate a prosperității, norocului, fertilității și generozității, iar grecii antici asociau cucuveaua cu înțelepciunea, considerând-o pasărea Atenei (zeița înțelepciunii, în panteonul grec). Urmele acestei concepții mai supraviețuiesc în bufnița-personaj înțelept, care dă lămuriri și sfaturi bune, o imagine ce apare mai ales în poveștile și desenele animate pentru copii.

## Lista speciilor de bufnițe din România
| Denumirea științifică latină                                              | Denumirea română                                     | Subspecii                                                                                  | Categorie fenologică                   | Populația estimată din România                              | Statutul IUCN              | Imaginea |
| Ordinul: Strigiformes                                                     |                                                      |                                                                                            |                                        |                                                             |                            |          |
| Familia: Strigidae                                                        |                                                      |                                                                                            |                                        |                                                             |                            |          |
| Aegolius funereus (Linnaeus, 1758)                                        | Minuniță, Cucuvaie încălțată                         | Aegolius funereus funereus (Linnaeus, 1758)                                                | Sedentară                              | 600 -1.000 de perechi cuibăritoare                          | Neamenințată cu dispariția |          |
| Asio flammeus (Pontoppidan, 1763)                                         | Ciuf de câmp, Ciuf de baltă                          | Asio flammeus flammeus (Pontoppidan, 1763)                                                 | Sedentară și în pasaj                  | 20-40 de perechi cuibăritoare                               | Neamenințată cu dispariția |          |
| Asio otus (Linnaeus, 1758)                                                | Ciuf de pădure                                       | Asio otus otus (Linnaeus, 1758)                                                            | Sedentară                              | 8.000-30.000 de perechi cuibăritoare                        | Neamenințată cu dispariția |          |
| Athene noctua (Scopoli, 1769)                                             | Cucuvea, Cucuvaie, Cucuvaie balcanică                | Athene noctua noctua (Scopoli, 1769) Athene noctua indigena C. L. Brehm, 1855              | Sedentară                              | 15.000 - 40.000 de perechi cuibăritoare                     | Neamenințată cu dispariția |          |
| Bubo bubo (Linnaeus, 1758)                                                | Buhă, Buhă mare, Bufnă, Buhnă, Bufniță, Bufniță mare | Bubo bubo bubo (Linnaeus, 1758) Bubo bubo interpositus Rothschild & E. J. O. Hartert, 1910 | Sedentară                              | 200-700 de perechi cuibăritoare                             | Neamenințată cu dispariția |          |
| Bubo scandiacus (Linnaeus, 1758) (sin. Strix scandiaca, Nyctea scandiaca) | Bufniță de zăpadă, Bufniță polară                    |                                                                                            | Apariție accidentală                   | Specie cu prezența incertă, semnalată numai înainte de 1949 | Neamenințată cu dispariția |          |
| Glaucidium passerinum (Linnaeus, 1758)                                    | Ciuvică, Cucuvea pitică                              | Glaucidium passerinum passerinum (Linnaeus, 1758)                                          | Sedentară                              | 2.000-3.800 de perechi cuibăritoare                         | Neamenințată cu dispariția |          |
| Otus scops (Linnaeus, 1758)                                               | Ciuș, Ciuf pitic                                     | Otus scops scops (Linnaeus, 1758)                                                          | Migratoare. Oaspete de vară            | 8.000-20.000 de perechi cuibăritoare                        | Neamenințată cu dispariția |          |
| Strix aluco Linnaeus, 1758                                                | Huhurez mic, Huhurez de pădure                       | Strix aluco aluco Linnaeus, 1758                                                           | Sedentară                              | 20.000-60.000 de perechi cuibăritoare                       | Neamenințată cu dispariția |          |
| Strix uralensis Pallas, 1771                                              | Huhurez mare                                         | Strix uralensis uralensis Pallas, 1771 Strix uralensis macroura Wolf, 1810                 | Preponderent sedentară                 | 6.000-12.000 de perechi cuibăritoare                        | Neamenințată cu dispariția |          |
| Surnia ulula (Linnaeus, 1758)                                             | Ciuhurez, Ciuhurez porumbac, Ciuhurez undulat        | Surnia ulula ulula (Linnaeus, 1758)                                                        | Accidentală în pasaj, oaspete de iarnă | Se cunoaște o singură captură de iarnă                      | Neamenințată cu dispariția |          |
| Familia: Tytonidae                                                        |                                                      |                                                                                            |                                        |                                                             |                            |          |
| Tyto alba (Scopoli, 1769)                                                 | Strigă                                               | Tyto alba guttata (C. L. Brehm, 1831)                                                      | Sedentară                              | 500-1.500 de perechi cuibăritoare                           | Neamenințată cu dispariția |          |